# 横浜市立境木中学校
横浜市立境木中学校（よこはましりつ さかいぎちゅうがっこう）は、横浜市戸塚区平戸にある公立中学校。校舎・通りは旧東海道に面している。

## 概要
元々は横浜市立岩崎中学校の分校にあたる。そのため戸塚区にありながら、岩崎中学と同じ保土ケ谷区の中学として扱われており、運動部の区大会とよばれる大会は、同区の大会に参加している。
住所は神奈川県横浜市戸塚区平戸3丁目48-2。平戸となっているが、境木中学校の由来である保土ケ谷区境木本町は、道路を挟んだ北側にある。略称は境中（さかちゅう）。

校舎は戸塚区側にあるが、第2グラウンドは保土ヶ谷区側にある。
同一敷地内には、横浜市立境木小学校もある。

## 沿革
- （出典 : [2]）
- 1965年（昭和40年）4月1日 - 横浜市立岩崎中学校境木分校を設置。敷地9378㎡鉄筋コンクリート4階建校舎1棟（普通教室6・便所4・校長室・保健室・用務員室・宿直（更衣）室）、生徒数199名。
- 1967年（昭和42年）
  - 3月 - プレハブ平屋建1棟（普通教室2）仮設。
  - 8月 - 増築校舎（第2期）工事着工。
- 1968年（昭和43年）
  - 2月 - 増築校舎（普通教室2・職員室・放送室・特別教室(理科室・音楽室)2）落成。
  - 4月1日 - 横浜市立岩崎中学校境木分校が独立して、横浜市立境木中学校となる。
  - 5月 - 本校校章制定。プレハブ玄関の仮設。
  - 5月17日 - 本校PTA発足。
- 1969年（昭和44年）10月7日 - 校庭スプリンクラー完成。
- 1970年（昭和45年）
  - 3月 - プレハブ平屋建1棟（普通教室2）、プレハブ移動便所7ヶ所仮設。
  - 9月2日 - 水泳プール落成（25ｍ6コース、最深1.4m・最浅1.2m）。
- 1972年（昭和47年）
  - 9月30日 - 開校記念日を第3期校舎増築の落成日（10月7日）を記念して制定。
  - 10月7日 - 校歌制定。
  - 10月9日 - 校歌発表会。文化祭との組み合わせで発表する。
- 1973年（昭和48年）12月10日 - 石油貯蔵庫の完成。
- 1974年（昭和49年）3月6日 - 増築校舎（第4期）工事落成を記念して5周年記念祝賀会開催（普通教室9・被服室・昇降口・渡廊下・便所4・2階建体育館棟(特別教室2・普通教室4・便所1)）。校旗披露。
- 1975年（昭和50年）9月11日 - 焼却炉の完成。
- 1977年（昭和52年）11月1日 - 創立開校十周年記念式典を挙行。十周年記念事業として男子・女子更衣室及び生徒相談室兼PTAコーナーを建設、並びに記念樹等を行う。
- 1982年（昭和57年）4月2日 - プレハブ平屋建て1棟（図書館1）仮設・プール循環機設置。
- 1984年（昭和59年）1月 - 校庭整備、校門・外柵の改築、花壇の新設。
- 1985年（昭和60年）4月 - 格技場・プール棟竣工。
- 1986年（昭和61年）4月1日 - 横浜市立平戸中学校設立に伴い、生徒の一部が移動。
- 1987年（昭和62年）
  - 1月 - 特別教室、管理室改造工事完成。
  - 8月1日 - プ－ル開放開始。
  - 8月29日 - 創立20周年記念事業準備委員会発足。
- 1988年（昭和63年）
  - 1月7日 - 強化ガラス工事完成。
  - 8月31日 - 補修と外装工事完成。
  - 10月15日 - 砂場改修工事完成。
  - 11月5日 - 創立20周年記念式典挙行し、祝賀会開催。記念事業として、記念誌の発行及び校歌板の制作と取り付け。
- 1990年（平成2年）8月 - 校舎内装工事完了。
- 1993年（平成5年）4月1日 - 精薄学級を新設。
- 1995年（平成7年）
  - 2月4日 -  第2グランドが完成、竣工式挙行。
  - 8月 - 校舎普通教室内装工事完了。
- 1997年（平成9年）4月1日 - 情緒学級を新設。
- 1998年（平成10年）
  - 2月5日 -  旧館トイレ改装・職員更衣室・保健相談室・特別教室耐震補強工事完了。
  - 11月21日 - 創立30周年記念式典挙行し、祝賀会開催。記念事業として、記念誌の発行とモニュメントとして『まるも池』設置。
- 2004年（平成16年）8月 - ネットデイによる校内LANの整備。
- 2006年（平成18年）4月1日 - 弱視学級を新設。
- 2008年（平成20年）4月 - 境木小学校、権太坂小学校とともに小中一貫教育推進校の指定を受ける。
- 2009年（平成21年）
  - 3月x日 - 創立40年記念誌発行。
  - 3月31日 - 弱視学級閉設。
  - 9月 - 旧館、新館校舎耐震工事完了。
- 2015年（平成27年）2月19日 - 体育館改修工事完了。
- 2016年（平成28年）9月 - 旧館・新館校舎窓改修工事完了。
- 2017年（平成29年）7月 - 特別教室空調設備設置工事を行う。
- 2018年（平成30年）9月22日 - 創立50周年記念式典挙行し、祝賀会開催。

## 部活動
- 男子ソフトテニス部
- 女子ソフトテニス部
- 吹奏楽部
- バドミントン部
- バスケットボール部
- 女子バレーボール部
- 水泳部
- サッカー部
- 野球部
- 茶道部
- マルチメディア部
- 美術部

## 著名出身者
- 羽鳥慎一（アナウンサー）
- 西田勇祐（プロサッカー選手）

## 学区
- 境木小学校区域、権太坂小学校区域、平戸小学校区域の一部（平戸2丁目1番～33番26号、33番42号～33番終り、平戸3丁目58番9号～58番31号、平戸5丁目1番）[3]

## アクセス
- 横浜市営バス「106」・「210」・「214」の各系統で、「境木中学校前」バス停下車[4]。